# 小行星7964
小行星7964（英語：7964）是一颗围绕太阳公转的小行星。1995年2月23日，清水義定、浦田武在那智胜浦町发现了此天体。
这颗小行星的绝对星等为82.81326257128519等。